# Laura Flessel
Pour les articles homonymes, voir Flessel.
Laura Flessel-Colovic, née le 6 novembre 1971 à Pointe-à-Pitre (Guadeloupe), est une escrimeuse et femme politique française. Spécialiste de l'épée, elle est quintuple médaillée olympique. 
Elle remporte les deux médailles d'or des débuts de l'épée féminine aux JO, à Atlanta en 1996, en individuel face à sa compatriote Valérie Barlois, et par équipes avec Barlois et Sophie Moressée-Pichot. Laura Flessel s'adjuge également le bronze à Sydney en 2000, est de retour en finale individuelle à Athènes en 2004 où elle termine médaillée d'argent, et y gagne une médaille de bronze supplémentaire par équipes. Elle totalise six titres de championne du monde et un titre européen. 
Qualifiée pour ses cinquièmes et derniers Jeux olympiques à Londres, Laura Flessel y est le porte-drapeau de l'équipe de France lors des cérémonies d'ouverture le 27 juillet 2012, et de clôture le 12 août. Surnommée la guêpe en raison de sa spécificité à toucher les adversaires au pied, elle est l'escrimeuse française la plus décorée de l'histoire.
Le 17 mai 2017, elle est nommée ministre des Sports dans le gouvernement Édouard Philippe, sous la présidence d'Emmanuel Macron. Elle conserve ce poste dans le deuxième gouvernement Philippe annoncé le 21 juin 2017 après les élections législatives. Elle quitte ses fonctions gouvernementales le 4 septembre 2018.

## Carrière sportive

### Escrimeuse
Laura Flessel commence l'escrime à six ans et devient rapidement une escrimeuse très douée. Elle progresse rapidement et devient championne de Guadeloupe. Puis, elle acquiert une solide expérience sur les circuits caribéens, centraméricains et panaméricains, remportant en 1990 les Championnats panaméricains au fleuret et à l'épée. La même année, elle rejoint la métropole, pour évoluer avec le Racing Club de France. Elle évolue également au sein de l'INSEP, ce qui lui permet d'affronter les meilleures escrimeuses françaises.
Elle remporte ses premiers succès sur la scène mondiale en 1995 en terminant à la troisième place des Championnats du monde de La Haye. Cette médaille de bronze est accompagnée d'une médaille d'argent par équipes, défaite 45 à 44 face à la Hongrie avec Valérie Barlois, Sophie Moressee et Sangita Tripathi.
Pour la première participation de l'épée féminine aux Jeux olympiques de 1996, la France possède de bonnes chances de médailles. Laura Flessel est alors troisième mondiale, et sa compatriote Valérie Barlois deuxième.
Avec Valérie Barlois et Sophie Moressée-Pichot, Laura Flessel enlève le titre olympique dans l'épreuve par équipe devant l'Italie. Puis dans l'épreuve individuelle, elle se débarrasse de deux Hongroises, dont Szalay, vice-championne du monde, en demi-finale. La finale l'oppose à Valérie Barlois. Lors de celle-ci, elle mène rapidement par 9 à 3 avant de finalement l'emporter 15 touches à 12,.
Après une médaille de bronze par équipe lors du mondial 1997 et une neuvième place en individuel, elle devient la huitième escrimeuse française, et première femme, à obtenir les titres olympique et de championne du monde. Pour obtenir ce dernier titre, elle se défait, par 15 touches à 9, de l'Allemande Holzkamp qui l'avait privée d'une victoire lors d'une étape de coupe du monde au cours de la même saison,. Elle remporte un deuxième titre lors des Championnats du monde de Lausanne avec l'épée par équipe. Elle termine également à la deuxième place de la Coupe du monde durant cette saison.
L'année suivante, elle a l'ambition de conserver ses deux titres mondiaux. Elle échoue pour le concours par équipe mais remporte son deuxième titre consécutif en individuel face à la Suissesse Diana Romagnoli. La France termine ces mondiaux de Séoul avec huit médailles dont cinq d'or.
Elle est l'une des favorites au titre olympique de Sydney 2000. Elle échoue finalement en demi-finale face à la Hongroise Timea Nagy mais remporte la médaille de bronze. Dans le concours par équipes, la France termine à la cinquième place.
Au cours de l'année post-olympique, Laura Flessel-Colovic donne naissance à sa fille Leïlou en juin 2001. Mais dès le mois d'octobre, elle est de nouveau présente sur la scène internationale. Elle dispute le mondial qui se déroule à Nîmes. Elle y réussit l'exploit d'obtenir une médaille d'argent, battue par l'Allemande Bokel. « Revenir si vite au plus haut niveau a été l'alchimie de plusieurs choses. D'abord parce que j'ai été élevée dans la culture du plaisir du dépassement de soi. Mon éducation et mon entourage ont également joué un rôle primordial dans ma vie de sportive. Ce résultat a été plus mental que physique, et il s'agit avant tout d'une réussite collective ».
Malgré ses deux Coupes du monde 2002 et 2003, elle doit attendre sa troisième participation aux Jeux pour obtenir une nouvelle médaille. Lors de la compétition individuelle, elle affronte en finale la Hongroise Timea Nagy qui remporte la médaille d'or.
L'année suivante, elle remporte une nouvelle médaille de bronze en individuel. Mais elle a la satisfaction de renouer avec le titre mondial par équipe. Ce mondial est de nouveau un excellent résultat pour la France qui remporte dix médailles dont quatre titres.
Lors des mondiaux 2006 à Turin, elle obtient une nouvelle médaille de bronze en individuel, de nouveau battue par la Hongroise Nagy,. Cette médaille est salvatrice pour l'équipe de France qui avait manqué ses épreuves individuelles et se reprend lors des épreuves par équipes, remportant quatre titres. Seule l'épée féminine ne ramène pas de médaille dans les épreuves collectives.
En 2007, La France choisit de rompre avec son habitude d'envoyer une équipe dite B lors des championnats d'Europe. Cette politique destinée à aguerrir de jeunes cadres se heurte à la nécessité d'engranger des points dans la course à la qualification pour les Jeux. Laura Flessel en profite pour remporter le seul titre qui lui manquait. Pour le mondial de la même année, elle remporte un nouveau titre mondial par équipe. L'année 2007 la voit également remporter sa troisième coupe du monde.
Ses bons résultats de 2007 et du début de la saison 2008 lui octroient l'une des deux places accordées à la France pour l'épreuve individuelle des Jeux olympiques de Pékin, l'épreuve par équipe ne figurant pour sa part pas au programme. Elle a ainsi l'occasion de participer à ses quatrièmes Jeux. Une quatrième participation qui marque un tournant puisque ce sont les premiers Jeux où elle n'obtient pas de médaille après son élimination par la Chinoise Li Na (15-9) au stade des quarts de finale.
L'année 2009 voit une nouvelle fois Laura Flessel au sommet mais toujours sans la réussite avec une troisième place lors des championnats d'Europe à Plovdiv et un échec au pied du podium lors des championnats du monde à Antalya où elle se voit sortie en quart de finale par la Russe Lyubov Shutova après un match serré qui se termine à la mort-subite sur le score de 7 à 8.
L'année suivante, elle remporte deux médailles de bronze lors championnats d'Europe à Leipzig. Lors de la compétition individuelle, elle s'incline en demi-finale face à la Polonaise Magdalena Piekarska sur le score de 13 touches à 12 à la mort-subite. Dans la compétition par équipes, la France s'incline en demi-finale face à l'Italie avant de remporter la médaille de bronze face à l'Allemagne. Lors des mondiaux, disputés au Grand Palais à Paris, elle s'impose face à sa compatriote Hajna Kiraly-Picot en seizième de finale, puis s'incline de une touche en quarts de finale face à la Hongroise Emese Szász, cette dernière échouant plus tard la finale face une autre Française, Maureen Nisima. Lors de l'épreuve par équipe, les Françaises terminent à la cinquième place après une défaite 45 à 40 contre la Roumanie en quarts de finale.
En 2011, lors des mondiaux de Catane, elle s'incline dès le premier tour du tournoi par élimination directe, en trente-deuxième de finale, face à l'Américaine Maya Lawrence sur le score de 15 touches à 14. Comme lors de l'édition précédente, les Françaises s'inclinent en quarts de finale de la compétition par équipe, face à la Chine. Laura Flessel ne parvient à conserver l'avantage de trois touches que la France possédait avant le dernier assaut qui l'oppose au vainqueur de la compétition individuelle Li Na, celle-ci donnant la victoire à son équipe sur le score de 45 à 43.
L'équipe d'épée échoue dans sa tentative de se qualifier pour l'épreuve par équipe des jeux olympiques de Londres. Le 21 avril 2012, elle se qualifie pour l'épreuve individuelle en battant Emma Samuelsson sur le score de 15 à 6 en demi-finale du championnat de qualification de la zone Europe à Bratislava. Le 14 mai 2012, Laura Flessel est officiellement désignée porte-drapeau de la délégation française pour les jeux olympiques de Londres qui se déroulent dans la capitale anglaise du 27 juillet au 12 août 2012,,. Pour sa dernière compétition, elle passe un tour contre l'Américaine Courtney Hurley (15-12) avant de céder face à la Roumaine Simona Gherman (no 4 mondiale) sur le score de 15-13, ce qui met fin à sa carrière à l'âge de 40 ans
.

### Dopage
Le 26 mai 2002, lors d'une épreuve de coupe du monde à Malaga et à la suite d'un contrôle positif à un produit dopant, la nicéthamide, Laura Flessel est suspendue trois mois par la fédération internationale d'escrime.

### Management sportif
Malgré sa candidature, elle n'est pas retenue par la Fédération française pour participer à la commission épée. En 2012, elle prend en charge le management de Nathalie Moellhausen, Italienne d'origine et concourant sous les couleurs du Brésil, formant un groupe également composé de deux maîtres d'armes, Daniel Levavasseur et Michel Sicard, ces derniers ayant tous deux entraîné Flessel. Elle accompagne celle-ci aux épreuves d'épée des Jeux olympiques de 2016. Sa protégée, après avoir éliminé la Française Marie-Florence Candassamy en huitième de finale, s'incline face à une autre Française, Lauren Rembi, lors du tour suivant.

## Consultant sportif et autres activités

### Médias et télévision
Dans le milieu des années 1990, Laura Flessel participe en tant que candidate rouge à l'émission La Carte aux trésors alors animée par Sylvain Augier, et avec comme concurrent bleu le judoka Djamel Bouras.
Laura Flessel était chroniqueuse en 2008 pour le quotidien Aujourd'hui Sport, média aujourd'hui disparu.
Le 5 décembre 2010, elle est membre du jury de l'élection de Miss Nationale 2011, organisée par Geneviève de Fontenay.
À l'automne 2012, elle participe à la troisième saison de l'émission Danse avec les stars sur TF1, aux côtés du danseur Grégoire Lyonnet, et termine neuvième de la compétition.
En 2015, dans une émission spéciale de Nos chers voisins : Nos chers voisins fêtent les vacances sur TF1, elle incarne Alexandra, une démarcheuse humanitaire de choc à qui Alain Stuck refourgue tous les plats de Karine.
Durant les Jeux olympiques d'été de 2016, elle commente, sur Canal+, la cérémonie d'ouverture avec Stéphane Guy et Joris Sabi, les épreuves d'escrime avec Frédéric Roullier et la cérémonie de clôture avec Julien Fébreau et Jean Galfione.
En 2023, elle participe à la saison 5 de Mask Singer sous le costume du canard et est la deuxième éliminée de la saison. La même année, elle participe à la saison 2 de l'émission Les Traîtres sur M6.

### Vie associative
Elle est ambassadrice de la campagne Stand Up for African Mothers de l'AMREF Flying Doctors, la marraine de Handicap International, et Ambassadrice de l'ONG Plan France. Son projet sur le long terme est de faire parvenir l'escrime dans les cités et endroits défavorisés. Elle est également Ambassadrice de bonne volonté pour l'UNESCO où elle promeut la tolérance dans les sports. 
Elle a fondé l'association Ti'Colibri qui a pour vocation de promouvoir l'escrime. Grâce à son action, celle-ci a pu offrir des moyens et des équipements à des clubs disposant de peu de ressources.
En janvier 2008, elle participe au programme « Envole-toi », qui avec l'appui de la Fondation Jean-Luc Lagardère, a pour but de préparer de jeunes escrimeurs dans la perspective des Jeux olympiques de 2012.
Membre du club des Champions de la Paix de Peace and Sport depuis 2009, Laura est une personnalité engagée du mouvement de la Paix par le Sport. Elle a notamment participé à la conception du Manuel « Sport Simple » de Peace and Sport. 
Elle est la marraine de l'association Paris 2018 pour l'organisation des 10e Gay Games en 2018. Plus grand évènement sportif et culturel au monde, ouvert à toutes et à tous, dont le but est de lutter contre les discriminations. Laura Flessel est également la marraine de l'Afev (Association de la Fondation étudiante pour la ville). Une association d'éducation populaire qui lutte contre les inégalités dans les quartiers populaires grâce à l'engagement d'étudiants bénévoles et de volontaires en service civique.

## Carrière politique

### Au sein des agences
Le 28 octobre 2010, Laura Flessel est nommée membre du Conseil économique, social et environnemental, en raison de son expérience dans le domaine sportif. Ce mandat expire en 2015.
Le 27 juin 2013, elle est nommée membre du Conseil national du sport en tant que personnalité qualifiée.
Durant l'entre-deux-tours de l'élection présidentielle française de 2017, elle fait partie de la soixantaine de sportifs en activité ou retraités qui signe un appel à voter Emmanuel Macron le 7 mai 2017 au second tour de l'élection présidentielle « pour que le sport demeure un espace de liberté, d'égalité et de fraternité ». Après sa victoire, elle écrit sur son compte Twitter : « En Marche. ... le meilleur pour notre pays. Retroussons nos manches et avançons. ».

### Ministre des Sports

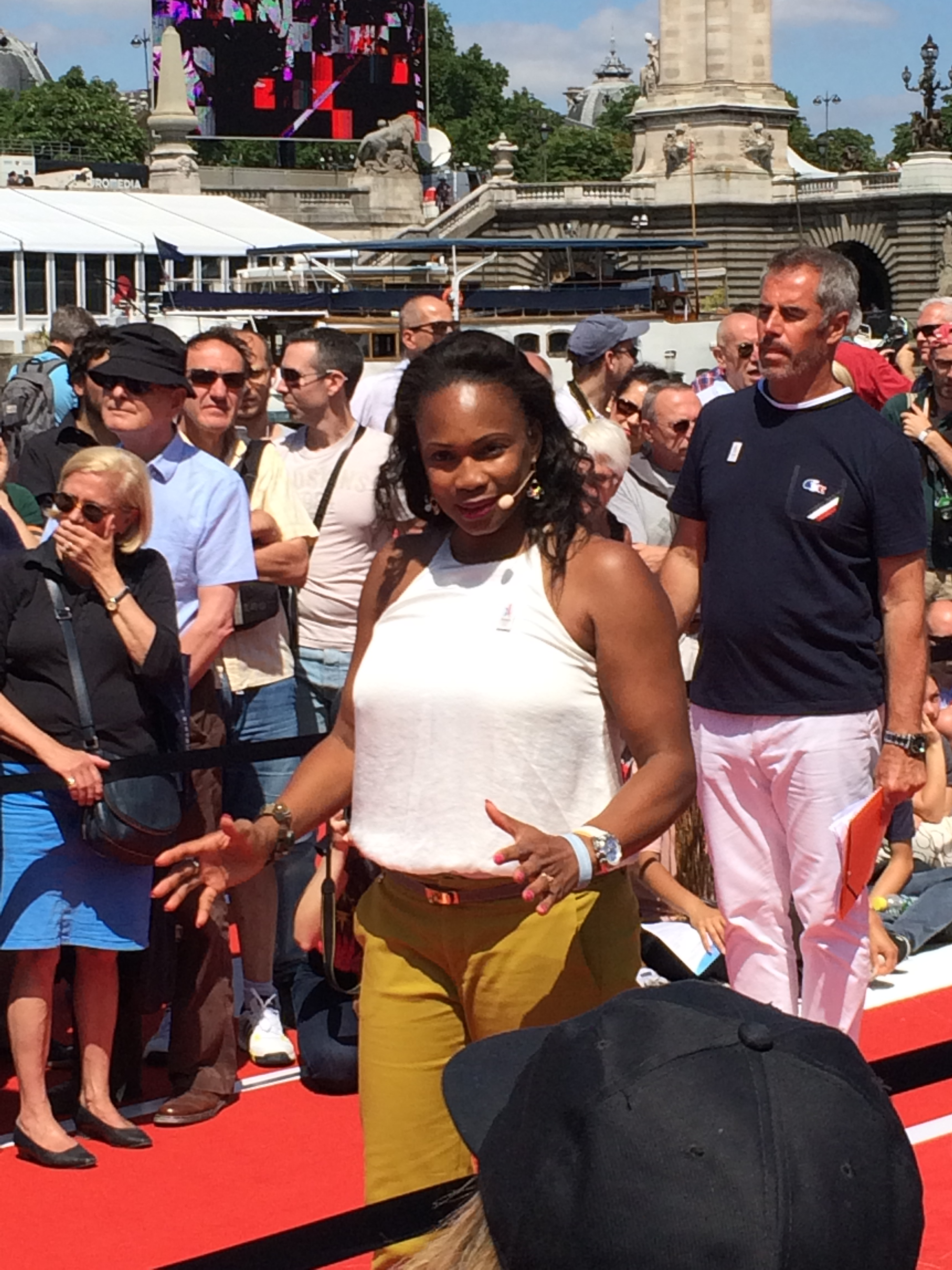
Laura Flessel lors de la Journée olympique, le 23 juin 2017.

Le 17 mai 2017, elle est nommée ministre des Sports dans le premier gouvernement Édouard Philippe, sous la présidence d'Emmanuel Macron, fonction qu'elle conserve dans le second gouvernement Édouard Philippe constitué le 21 juin 2017. 
Deuxième ministre la plus populaire du gouvernement fin 2017, elle est notamment chargée de préparer l'organisation des Jeux olympiques d'été de 2024.
En décembre 2017, elle porte à l'Assemblée nationale la loi olympiques Paris 2024.
Début 2018, elle lance une campagne contre les discriminations dans le milieu sportif, avec notamment comme ambassadeurs Antoine Griezmann, Estelle Mossely et Marie-Amélie Le Fur.
Laura Flessel quitte le gouvernement le 4 septembre 2018, annonçant dans un communiqué des « raisons personnelles » et sa volonté de « poursuivre mon action par d'autres voies pour retrouver des engagements passés, justement tournés vers l'humain, la solidarité et la coopération internationale ». Cependant, la presse, menée par Mediapart et Le Canard enchaîné, met en avant une affaire fiscale de manquements déclaratifs concernant la société d'exploitation de droit à l'image de la ministre pour expliquer cette démission inattendue,. Elle est remplacée au gouvernement par l'ancienne nageuse Roxana Maracineanu.

## Vie privée
Elle est la fille d'Édouard Flessel, technicien météorologiste au Raizet. Mariée à Denis Colovic (ancien journaliste au Progrès de Lyon et pour la fédération française d'escrime), elle est aussi mère d’une fille née en 2001.
Son cousin, Nicolas Flessel, a remporté la 1re saison de Big Bounce, la course de trampoline.

## Palmarès
- Jeux olympiques[61]
  -  Médaille d'or en épée individuelle en 1996
  -  Médaille d'or en épée par équipe en 1996
  -  Médaille d'argent en épée individuelle en 2004
  -  Médaille de bronze en épée individuelle en 2000
  -  Médaille de bronze en épée par équipe en 2004
- Championnats du monde[61]
  -  Médaille d'or en épée individuelle en 1998
  -  Médaille d'or en épée par équipe en 1998
  -  Médaille d'or en épée individuelle en 1999
  -  Médaille d'or en épée par équipe en 2005
  -  Médaille d'or en épée par équipe en 2007
  -  Médaille d'or en épée par équipe en 2008
  -  Médaille d'argent en épée par équipe en 1995
  -  Médaille d'argent en épée individuelle en 2001
  -  Médaille d'argent en épée par équipe en 2006
  -  Médaille de bronze en épée individuelle en 1995
  -  Médaille de bronze en épée par équipe en 1997
  -  Médaille de bronze en épée individuelle en 2005
  -  Médaille de bronze en épée individuelle en 2006
- Championnats d'Europe[61]
  -  Médaille d'or en épée individuelle en 2007
  -  Médaille de bronze en épée par équipe en 2007
  -  Médaille de bronze en épée individuelle en 2009
  -  Médaille de bronze en épée individuelle en 2010
  -  Médaille de bronze en épée par équipe en 2010
  -  Médaille de bronze en épée par équipe en 2011
- Coupe du monde d'escrime
  -  3 Coupes du monde d'épée féminine : 2002, 2003 et 2004
  - 2e de la Coupe du monde d'épée féminine en 1997
- Jeux méditerranéens
  -  Médaille d'argent en épée individuelle en 2005[62]
- Championnats de France[61]
  -  Championne de France en épée individuelle en 1998, 2000, 2002, 2003, 2007 et 2008
  -  Championne de France en épée par équipe en 1993, 1995, 1996, 1999, 2003, 2004, 2005, 2006 et 2007
  -  Médaille d'argent en épée individuelle en 1993, 2005, 2009
- Autres
  - Vainqueur de la Coupe d'Europe des clubs en 1998 avec le Racing Club de France

## Distinctions
- 6 septembre 1996 :  Chevalière de la Légion d'honneur[63]
- 1996 : prix Emmanuel Rodocanachi de l'Académie des sports, à titre collectif avec l'équipe de France d'épée féminine, comme meilleure équipe féminine de l'année
- 1998 : prix Guy Wildenstein de cette même académie, comme athlète dont la carrière sportive constitue un exemple[64]
- 2004:  Commandeure de l'ordre national du Mérite[65] (nommée officière en 2000[66]).

## Postérité
Un palais des sports porte son nom à Petit-Bourg, en Guadeloupe. Des complexes sportifs portent également son nom à Oullins (Rhône), Bussy-Saint-Georges (Seine-et-Marne), Asnières-sur-Seine (Hauts-de-Seine), Chanteloup-les-Vignes (Yvelines) et Drancy (Seine-Saint-Denis).
Elle donne également son nom à la salle d'armes de la ville d'Arras, à l'inauguration de laquelle elle participe en 2009 ainsi qu'à un gymnase comprenant une salle d'armes à Issoire (63) qu'elle a inauguré le 29 mars 2006.